# The Gambler (film 2014)
The Gambler è un film del 2014 diretto da Rupert Wyatt.
Scritto da William Monahan, con protagonista Mark Wahlberg, qui anche produttore, è il remake del film 40.000 dollari per non morire (The Gambler) del 1974.

## Trama
Jim Bennett è un professore universitario, frustrato, scontento del suo lavoro e segretamente schiavo del gioco d'azzardo. Durante una sola notte, rimasto a corto di denaro, Jim si indebita con un altro giocatore e malavitoso, Neville, di sessantamila dollari, i quali si aggiungono ai duecentomila che già doveva al proprietario del circolo. Gli rimangono solo sette giorni per saldare i debiti e trovare il modo di lasciarsi alle spalle quel genere di vita.

## Produzione
Subito dopo l'annuncio dell'avvio del progetto nell'agosto del 2011, l'attore protagonista scelto era Leonardo DiCaprio con Martin Scorsese alla regia, ma nessuno dei due ha poi preso parte al film. Successivamente, nell'agosto 2012, viene avvicinato al progetto il regista Todd Phillips, ma poi non se ne fece nulla. Nel settembre 2013 vengono confermati Mark Wahlberg come protagonista e Rupert Wyatt alla regia.

### Riprese
Le riprese del film iniziano nel gennaio 2014 e si svolgono a Los Angeles.

### Cast
Per interpretare il ruolo di Jim Bennett, l'attore Mark Wahlberg ha perso 61 libbre (circa 30 kg).

## Distribuzione
Il primo trailer del film viene diffuso il 22 ottobre 2014 dal canale YouTube della Paramount Pictures.
La pellicola è stata distribuita, in un numero limitato di sale cinematografiche statunitensi, a partire dal 19 dicembre 2014, per poi avere distribuzione in tutto il paese dal 1º gennaio 2015. In Italia arriva nel mercato direct to video.

## Riconoscimenti
- 2015 - Black Reel Awards
  - Nomination Miglior attore non protagonista a Michael Kenneth Williams
  - Nomination Miglior attore non protagonista rivelazione a Michael Kenneth Williams